# Hans Ree
Hans Ree (Amsterdam, 15 september 1944) is een Nederlandse schaakgrootmeester, schrijver en columnist.

## Schaakcarrière
Hans Ree speelde in zijn jeugd bij Het Zwarte Veulen, de eerste jeugdschaakvereniging van Nederland. Met die club werd hij kampioen van de eerste klasse van de Hoofdstedelijke Schaakbond, en speelde hij een aantal jaar in de hoofdklasse. Het Zwarte Veulen werd in 1963 opgeheven.
Ree's toptijd als schaker duurde van ongeveer 1965 tot eind jaren 80. In 1964 en 1965 werd hij Europees kampioen tot 20 jaar. In 1968 werd hij meester, in 1980 grootmeester.

Ree deed van 1967 tot 1987 mee in elk Nederlands kampioenschap schaken. Hij won het, al dan niet gedeeld in 1967, 1969, 1971 en 1982. Van 1968 tot 1986 deed hij vrijwel onafgebroken mee aan de hoofdgroep van het Hoogovenstoernooi. Van 1966 tot 1984 maakte hij deel uit van het Nederlands olympiade team, meestal met een ruime plus-score.
Ree maakte ruim vijftig jaar wekelijks een schaakrubriek. Eerst in de Haagse Post en van 1989 tot mei 2023  in NRC Handelsblad. Sinds juli 2023 schrijft hij wekelijks in De Groene Amsterdammer. Van 2001 tot 2007 was hij de drager van de Euwe-ring. Op 7 augustus 2007 droeg hij deze ring tijdens een bijeenkomst in Groningen over aan Genna Sosonko.
|   | Walter Brown - Hans Ree (Hoogovens 1976) |    |    |    |    |   |    |    |
| 8 |                                          | rl |    |    |    |   |    |    |
| 7 |                                          |    |    |    |    |   | pd | pd |
| 6 |                                          |    | pd |    | kd |   |    |    |
| 5 |                                          |    | pd | bd |    |   |    |    |
| 4 |                                          |    |    |    |    |   |    |    |
| 3 | pd                                       |    | pl |    | kl |   | pl |    |
| 2 |                                          |    |    |    |    |   |    | pl |
| 1 | rd                                       |    | bl |    |    |   |    |    |
|   | a                                        | b  | c  | d  | e  | f | g  | h  |
|   | Slotstelling na 42... Ta1                |    |    |    |    |   |    |    |

Hieronder een fraaie overwinning van Hans Ree op de Amerikaanse grootmeester Walter Brown:

1.e4 e5 2.Pf3 Pc6 3.Lb5 Pf6 4.0-0 Pxe4 5.d4 Le7 6.De2 Pd6 7.Lxc6 bxc6 8.dxe5 Pb7 9.Pd4 0-0 10.Td1 De8 11.Lf4 f6 12.Pc3 fxe5 13.Lxe5 Ld6 14.f4 Lc5 15.Lxc7 Df7 16.b4 Lxb4 17.Pa4 Pc5 18.Pxc5 Lxc5 19.Kh1 d6 20.La5 Lb7 21.Pb3 Tae8 22.Dg4 Lc8 23.Dh4 Dxf4 24.Dxf4 Txf4 25.Pxc5 dxc5 26.Kg1 Le6 27.a3 Ld5 28.Td2 Te3 29.a4 Tee4 30.Lc3 Txa4 31.Txa4 Txa4 32.Te2 Tc4 33.Lb2 Le4 34.c3 Kf7 35.Td2 Ld5 36.Tf2+ Ke6 37.Tf8 Ta4 38.Tb8 a5 39.Kf2 Ta2 40.g3 a4 41.Ke3 a3 42.Lc1 Ta1 0-1
Daarnaast was Hans Ree een van de oprichters van de Freelancers Associatie. 